# Hans Beck
Hans Beck (n. 25 aprilie 1911, Comuna Kongsberg, Buskerud, Norvegia – d. 11 aprilie 1996, Oslo, Norvegia) a fost un săritor cu schiurile ce a reprezentat Norvegia, medaliat olimpic. A participat la o ediție a Jocurilor Olimpice (1932) în care a câștigat o medalie de argint.

## Participări
Lista de mai jos prezintă principalele competiții la care a participat Hans Beck de-a lungul carierei.
- Ski jumping at the 1932 Winter Olympics[*]